# Haruka Tanizawa
Haruka Tanizawa (谷沢 はるか Tanizawa Haruka?) es un personaje de la novela Battle Royale. En la película y el manga tienen el mismo nombre. En la película el papel de Haruka Tanizawa fue interpretado por Satomi Ishii, aunque Ai Iwamura sustituyó a Ishii en algunas escenas debido al cansancio

## Antes del juego
Haruka Tanizawa es una de las estudiantes de la clase de tercer año del instituto Shiroiwa de la ciudad ficticia de Shiroiwa (en la prefectura de Kagawa en la novela y el manga mientras que en la película es en la prefectura de Kanagawa). Haruka es la chica más alta de clase, mide 1,72 metros. Haruka tiene el pelo corto y juega en el equipo de voleibol del instituto en la línea de ataque. Haruka siempre dice que parece una "tomboy", sobre todo cuando se junta con su amiga diminuta Chisato Matsui. Haruka es la mejor amiga de Yukie Utsumi. 
Según las estadísticas de los estudiantes que se ven en el manga, Haruka es una de las chicas más inteligentes de la clase. Tiene un nivel medio de destreza y valor lo cual demuestra que sus habilidades en el voleibol se basaban más en la inteligencia que en la fuerza. En el manga se muestra que Haruka es una chica fiel a sus amigas que no desconfía en ningún momento de ellas.

## En el juego
Como el resto de sus compañeros, Haruka despertó para descubrir que su clase fue seleccionada para participar en el Programa de ese año en su prefectura y que les habían puesto collares explosivos para obligarlos a jugar. Tras ver como Fumiyo y Yoshitoki son asesinados por el encargado escucha las reglas, recibe su equipamiento y es enviada fuera del colegio; una vez allí se encuentra con Yukie Utsumi, quien le explica que ha planeado reunir tantos compañeros como sea posible para encontrar juntos una solución y escapar, siendo ella la primera a quien encuentra.
Haruka es una de las chicas que se atrinchera en el faro con el grupo de Yukie Utsumi. En el manga, es ella quien propone que el grupo sólo lo conformen chicas ya que junto a Yukie, atestiguaron el asesinato de Yoshio Akamatsu por parte de Kazushi Niida; ambas consiguen reunir a varias chicas: Yuka Nakagawa, Satomi Noda y Chisato Matsui, pero no quieren que entren al grupo ni Takako Chigusa, contra quien tenían prejuicios, ni a Yoshimi Yahagi ya que era del grupo de Mitsuko y por eso no se molestan en buscarlas.
Cuando encontraron herido a Shuya Nanahara, Yuko Sakaki exigió que lo dejaran morir sosteniendo que lo había visto asesinar a sangre fría a Tatsumichi Oki y les haría lo mismo si se recuperaba, aunque en realidad no presenció la pelea sino los momentos posteriores donde vio a Shuya junto al cadáver de Oki; sin embargo Haruka se negó ya que confiaba en Shuya y se negaba a dejar morir a alguien que podía ayudar, aun así fue quien se mostró más comprensiva con Yuko e intentó hacerla razonar y calmarla, aunque eventualmente se comprobó que en esto no tuvo éxito. Junto a Chisato son las que cocinan la comida que después Yuko Sakaki envenenaría en un intento de asesinar a Shuya, haciendo que empiecen a sospechar unas de otras cuando Yuka Nakagawa se la come y muere.

## Destino
En la novela y el manga; durante el enfrentamiento tras la muerte de Yuka, Haruka encara a Satomi Noda mientras ésta asesina a Chisato y Yukie. Haruka se abalanza al arma de Yukie y Satomi le dispara en un costado con su subfusil Uzi. Mientras Satomi le dice a Yuka que no le disparará ya que sabe que no es como las otras y no trataría de matar a alguien, Haruka, a pesar de que la ráfaga destrozó el costado de su torso, consigue erguirse lo suficiente y le dispara en la cabeza a Satomi; ésta, no esta claro si apretó el gatillo intencionalmente o si fue un reflejo post mortem, le dispara nuevamente con su subfusil Uzi muriendo al mismo tiempo. En el manga, Haruka ya herida de gravedad consigue disparar a Satomi y muere a los pocos segundos.
En la película; cuando Satomi mata a Chisato, Yukie toma la pistola de ésta y dispara contra Satomi. Haruka toma también su pistola y juntas disparan a Satomi. Se inicia un tiroteo y Satomi mata a Haruka, cuando le amenaza a Yuko Sakaki con el subfusil Uzi Yukie, con las pocas fuerzas que le quedan, le dispara una vez más a Satomi y muere a los pocos segundos.
En el manga Battle Royale: Angel's Border, se confirma que Haruka estaba enamorada de su mejor amiga, Yukie. Se había dado cuenta de esto poco tiempo antes del viaje que los llevó al programa y aún no había pensado adecuadamente en pedirle salir o confesar sus sentimientos.